# Sphaerobolus
Famille
Genre
Synonymes
- Carpobolus P. Micheli ex Paulet[1]
- Siropeltis Arx & R. Garnier[1]

Sphaerobolus est un genre de champignons basidiomycètes, unique représentant de la famille des Sphaerobolaceae.

## Liste d'espèces
Selon Index Fungorum (30 avril 2020) :
- Sphaerobolus brunneocarneus Rick 1961
- Sphaerobolus corii Schwein. 1832
- Sphaerobolus crustaceus Schwein. 1832
- Sphaerobolus cyclophorus (Desm.) Fr. 1828
- Sphaerobolus epigaeus Berk. & M.A. Curtis 1873
- Sphaerobolus grandis R.C. Lorenz 1933
- Sphaerobolus impatiens Boud.
- Sphaerobolus ingoldii Geml, D.D. Davis & Geiser 2005
- Sphaerobolus major Velen. 1947
- Sphaerobolus minimus Sacc. 1917
- Sphaerobolus minutissimus Schwein. 1832
- Sphaerobolus rosaceus Tode 1790
- Sphaerobolus rubidus Berk. & Broome 1873
- Sphaerobolus sparsus Schwein. 1832
- Sphaerobolus stellatus Tode 1790